# Rimbo församling
Rimbo församling är en församling i Roslagens västra pastorat i Upplands södra kontrakt i Uppsala stift i Svenska kyrkan. Församlingen ligger i Norrtälje kommun i Stockholms län.

## Administrativ historik
Församlingen har medeltida ursprung. 
Församlingen var till 1962 moderförsamling i pastoratet Rimbo och Rö. Från 1962 moderförsamling i pastoratet Rimbo, Rö, Husby-Sjuhundra, Skederid och Fasterna som från 1972 även omfattar Närtuna församling och Gottröra församling och där från 2008 Husby, Skederid och Rö församling ersatt de tre fristående församlingarna.  Från 2018 ingår församlingen i Roslagens västra pastorat.

## Se även

Rimbo församlings vapen. Vapnet hade varit Sjuhundra landskommuns vapen 1959–1966 samt Rimbo landskommuns vapen 1967–1970.

## Kyrkor
- Rimbo kyrka